# Reol (співачка)
Reol (яп. れをる, Reworu, народилась 9 листопада 1993 р.) — японська співачка, авторка пісні, реперка та музична продюсерка. Вона почала створювати та випускати музику на Nico Nico Douga та YouTube у 2012 році.

## Кар'єра
Наприкінці 2012 року Reol почала завантажувати власні пісні та кавери на відеохостинги Nico Nico Douga і YouTube. 17 серпня 2014 року Reol випустила альбом під назвою No Title+ разом з музичним аранжувальником GigaP, відеорежисером Okiku та арт-продюсером Key. Він містить пісні, виконані віртуальними співаками Vocaloid, такими як Хацуне Міку, GUMI та Меґуріне Лука. Альбом був випущений японським лейблом Celo Project. Згодом Reol випустила версію з власним вокалом під назвою No Title-. У 2014 році Reol випустила сингл «LUVORATORRRRRY!» у співпраці з Nqrse, GigaP та Okiku. Кліп на цю пісню зібрав понад 80 мільйонів переглядів на YouTube, що зробило його їхнім найпопулярнішим релізом.
29 липня 2015 року Reol самостійно випустила свій перший студійний альбом під назвою Gokusaishiki, який досягнув першої десятки в чарті альбомів Oricon. Пізніше у 2015 році Reol разом з GigaP та Okiku підписали контракт з Toy's Factory, сформувавши колектив під назвою REOL. Гурт випустив свій дебютний студійний альбом під назвою Sigma 19 жовтня 2016 року. Він досягнув 8 місця в щотижневому чарті альбомів Oricon. У серпні 2017 року REOL оголосили про розпад після своїх останніх живих виступів. 11 жовтня 2017 року REOL випустили свій останній проєкт - мініальбом під назвою Endless EP.
У січні 2018 року Reol підписала контракт з Victor Entertainment. 5 березня вона випустила кліп на пісню під назвою «エンド» як сингл до свого сольного дебютного мініальбому. Reol випустила свій перший мініальбом під назвою Kyoko Shu 14 березня. У липні та серпні співачка випустила сингли «Saisaki» та «Sairen» відповідно перед анонсом свого першого студійного альбому Jijitsujo. Jijitsujo вийшов 17 жовтня, а кліп на третій сингл «Gekihaku» — 19 грудня. Reol з'явилася в альбомі TeddyLoid Silent Planet:Infinity з піснею «Winners». Пізніше Reol відправилася у свій перший тур під назвою «MADE IN FACTION» по Японії, а згодом вирушила до Китаю.
20 березня 2019 року вона випустила мініальбом Bunmei, а також кліпи на пісні «Utena» та «Lost Paradise». Cпівачка вирушила у свій другий японський тур під назвою «Reol Secret Live». «Phanto(me)» було випущено 24 липня 2019 року як сингл.
22 січня 2020 року Reol випустила свій другий повноформатний альбом Kinjitou. Він складається з 11 пісень і включає цифрові сингли: Phanto(me), HYPE MODE та 1LDK. 27 вересня 2020 року Reol, як перша японська артистка, була обрана в «Artist on the Rise».  29 липня вийшов кліп на пісню «The Sixth Sense», промо-пісню до Boat Race 2020, в якій також взяв участь гурт Tokyo Gegegay, що також заспівав у YouTube-версії. 4 листопада  у співпраці з GigaP вона випустила кліп під назвою «Q?».
У жовтні 2021 року Reol випустила свій мініальбом Dai Rokkan, до якого додатково увійшла пісня «The Sixth Sense».
У травні 2022 року співачка підписала контракт із Sony Music Japan.

## Дискографія

### Альбоми

#### Студійні альбми
| Рік  | Назва        | Максимальна позиція | Максимальна позиція | Примітка                         |
| Рік  | Назва        | Oricon              | Billboard           | Примітка                         |
| ---- | ------------ | ------------------- | ------------------- | -------------------------------- |
| 2014 | No title-    | —                   | —                   | «No title+» — це Vocaloid версія |
| 2015 | Gokusaishiki | 6                   | —                   | Як れをる (Reworu)               |
| 2016 | Σ            | 8                   | —                   |                                  |
| 2018 | Jijitsujo    | 5                   | 9                   |                                  |
| 2020 | Kinjitou     | 11                  | —                   |                                  |
| 2021 | Dai Rokkan   | 12                  | —                   |                                  |
| 2023 | BLACK BOX    | 17                  | —                   |                                  |

#### Концертні альбоми
| Рік  | Назва                        | Максимальна позиція | Максимальна позиція | Примітка                                                                                               |
| Рік  | Назва                        | Oricon              | US World            | Примітка                                                                                               |
| ---- | ---------------------------- | ------------------- | ------------------- | --- |
| 2025 | "No title" in NIPPON BUDOKAN | В очікуванні        | В очікуванні        | Обмежена серія «Legit version» буде випущена ексклюзивно для членів офіційного фан-клубу Reol «Legit». |

#### Відеоальбоми
| Рік  | Назва                                                      | Максимальна позиція | Максимальна позиція | Примітка |
| Рік  | Назва                                                      | JPN DVD             | JPN Blu-ray         | Примітка |
| ---- | ---------------------------------------------------------- | ------------------- | ------------------- | --- |
| 2020 | Reol Japan Tour 2020 A Great Order of Hameln -Interlinked- | 27                  | 25                  | Бонусний CD з кавер-версією пісні Акіни Накаморі «DESIRE -Jonetsu-»                                                                 |
| 2024 | Reol Oneman Live 2023/24 "UNBOX" black                     | 15                  | 8                   | Версія «Legit BOX» містить бонусний CD «BLACK BOX LIVE EDITION»                                                                     |
| 2025 | Reol Oneman Live 'No title' in NIPPON BUDOKAN              | 7                   | 4                   | Версія «Legit BOX» включає CD «-REOL BDK SCREAM-» — ремікс пісень з епохи гурту REOL, виконаний Giga спеціально для цього концерту. |

### Мініальбоми
| Рік  | Назва              | Максимальна позиція | Максимальна позиція |
| Рік  | Назва              | Oricon              | Billboard           |
| ---- | ------------------ | ------------------- | ------------------- |
| 2018 | Kyoko Shu (虚構集) | 3                   | —                   |
| 2019 | Bunmei EP (文明EP) | 3                   | 13                  |
| 2024 | Hisokuroku         | 20                  | В очікуванні        |

### Сингли
| Рік  | Назва                                 |
| ---- | ------------------------------------- |
| 2018 | Heimenkyou                            |
| 2018 | Saisaki                               |
| 2018 | SAIREN                                |
| 2019 | Lost Paradise                         |
| 2019 | Phanto(me)                            |
| 2019 | HYPE MODE                             |
| 2020 | 1LDK                                  |
| 2020 | THE SIXTH SENSE                       |
| 2020 | Q?                                    |
| 2021 | White Midnight                        |
| 2021 | Boy                                   |
| 2022 | Naked                                 |
| 2022 | Agitate                               |
| 2022 | No title (Seaside Remix)              |
| 2022 | SCORPION                              |
| 2022 | COLORED DISC                          |
| 2023 | Glitter                               |
| 2023 | Edge                                  |
| 2023 | 虚像のCarousel                        |
| 2023 | THE SIXTH SENSE - From THE FIRST TAKE |
| 2023 | DDD                                   |
| 2024 | WANT U LUV IT                         |
| 2024 | DEAR                                  |
| 2024 | ULTRA C                               |
| 2024 | RE RESCUE                             |
| 2024 | No Dazzle, No Break                   |
| 2024 | SHINOBI                               |
| 2025 | Redire                                |
| 2025 | OoedoRanvu -10th Edition-             |